# Roland (Iowa)
Pour les articles homonymes, voir Roland (homonymie).
Roland est une ville, du comté de Story  en Iowa, aux États-Unis. Elle est incorporée le 29 décembre 1891.

## Source de la traduction
- (en) Cet article est partiellement ou en totalité issu de l’article de Wikipédia en anglais intitulé « Roland, Iowa » (voir la liste des auteurs).